# Astragalus nudus
Astragalus nudus är en ärtväxtart som beskrevs av Dominique Clos. Astragalus nudus ingår i släktet vedlar, och familjen ärtväxter. Inga underarter finns listade i Catalogue of Life.